# Nickelhydrazinnitrat
Nickelhydrazinnitrat bzw. nach IUPAC Trihydrazinonickel(II)-nitrat, [Ni(N2H4)3](NO3)2, ist eine leicht entzündliche und hochexplosive Komplexverbindung zwischen Nickel(II)-nitrat und Hydrazin, die als Initialsprengstoff in Zündkapseln verwendet und kurz als NHN bezeichnet wird.

## Gewinnung und Darstellung
Nickelhydrazinnitrat entsteht bei der Umsetzung einer wässrigen Lösung von Nickelnitrat mit verdünntem Hydrazinhydrat im Überschuss bei 65 °C.
{\displaystyle \mathrm {Ni(NO_{3})_{2}+3\ N_{2}H_{4}\longrightarrow [Ni(N_{2}H_{4})_{3}](NO_{3})_{2}} }

## Eigenschaften

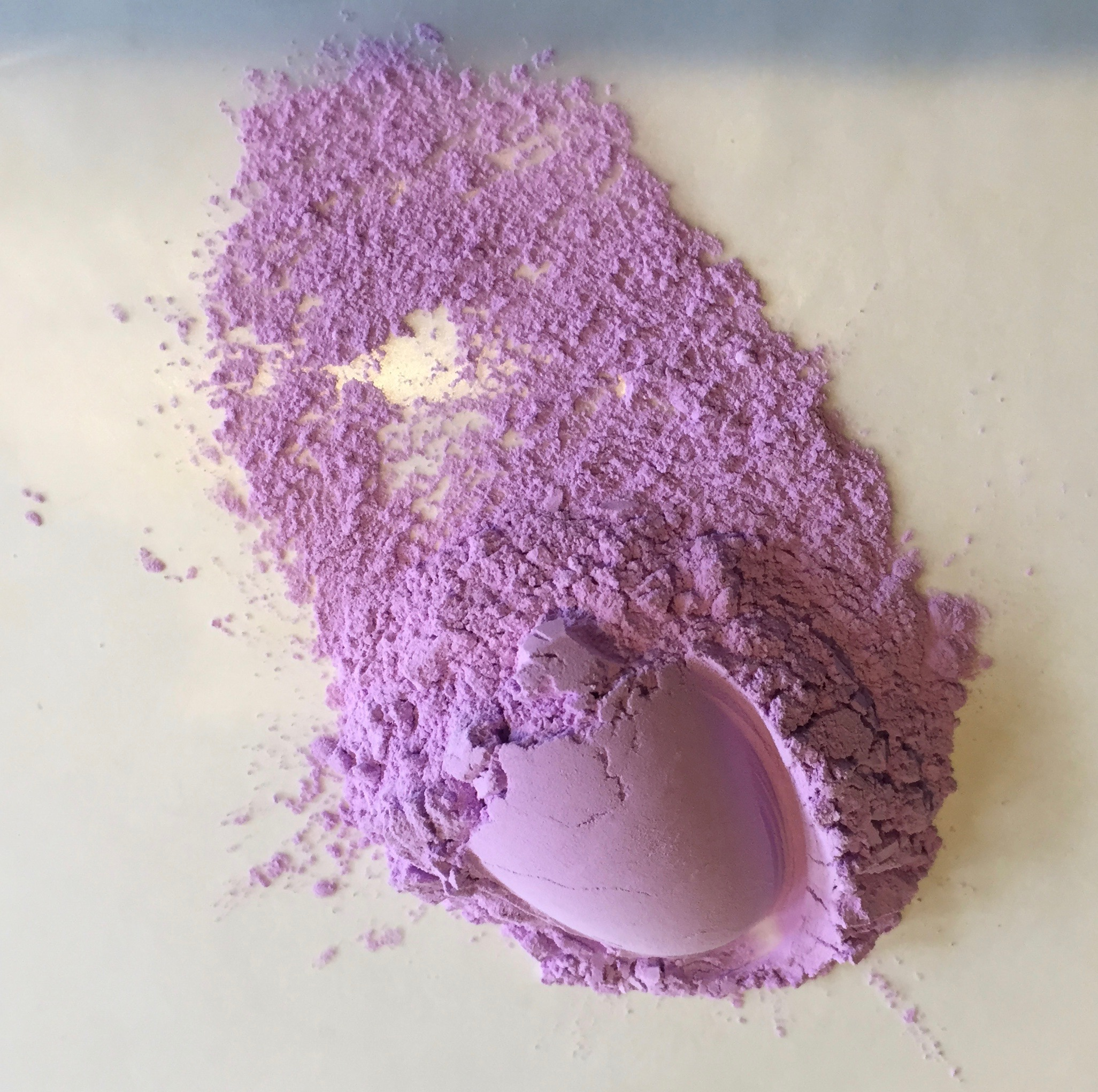
Pulverförmiges Nickelhydrazinnitrat

Die Verbindung ist thermisch bis 167 °C und hydrolytisch stabil. Es handelt sich um eine stabile Komplexverbindung mit der Summenformel H12N8NiO6. Es bildet ein helles rosarotes Pulver, das dunkler ist (hellviolett), wenn es feucht ist. NHN ist nicht hygroskopisch, und in Wasser nahezu unlöslich, löst sich aber leicht, unter Zersetzung, in verdünnten Säuren. Dabei entsteht das entsprechende Nickel- und Hydraziniumsalz. Bei Erhitzen auf 167 °C oder höher detoniert NHN mit einer Explosionsgeschwindigkeit von 7000 m/s. Nickelhydrazinnitrat ist relativ unempfindlich gegenüber Reibung, Schlag und elektrostatische Aufladung, aber empfindlich gegen Flammeneinwirkung. Es ist damit sicherer zu Handhaben als andere Initialsprengstoffe wie Bleiazid.
Die wichtigsten sicherheitstechnische Kenngrößen zum Explosionsverhalten sind:
- Explosionswärme: 4390 kJ·kg
- Normalgasvolumen: 884 l·kg−1
- Detonationsgeschwindigkeit: 7000 m/s (Dichte: 1,7 g/cm3)
- Detonationsdruck (errechnet): 20,8 GPa (Dichte: 1,7 g/cm3)
- Verpuffungspunkt: 167 °C

## Verwendung
NHN ist ein stabiler Initialsprengstoff, der als Ersatz für Bleiazid geeignet ist und daher in Zündladungen eingesetzt werden kann.